# Choe Song-hyok
Choe Song-hyok (최 송혁?; Pyongyang, 8 febbraio 1998) è un calciatore nordcoreano, attaccante svincolato.

## Caratteristiche tecniche
È un'ala sinistra.

## Carriera

### Club
Cresciuto nelle giovanili del Chobyong, nel gennaio 2016 è stato acquistato dalla Fiorentina che lo ha aggregato alla Primavera. Al termine della stagione resta svincolato.
Il 14 luglio 2017 viene acquistato dal Perugia. Con il club umbro non colleziona alcuna presenza ed a gennaio passa in prestito all'Olbia, con cui fa il suo esordio fra i professionisti il 25 febbraio in occasione del match di Serie C perso 1-0 contro il Siena.
Rientrato dal prestito, il 13 luglio 2018 viene ceduto a titolo definitivo all'Arezzo.

### Nazionale
Con la Nazionale U-23 nordcoreana ha preso parte alla Coppa d'Asia Under-23 2018.
Con la Nazionale maggiore è stato convocato per la Coppa d'Asia 2019, diventando il primo giocatore asiatico nella storia dell'Arezzo a venire convocato per una competizione internazionale. Con la selezione nordcoreana debutta proprio durante la competizione in occasione della sfida persa per 4-1 contro il Libano il 17 gennaio.

## Statistiche

### Presenze e reti nei club
Statistiche aggiornate al 12 dicembre 2018.
| Stagione        | Squadra         | Campionato      | Campionato | Campionato | Coppe nazionali | Coppe nazionali | Coppe nazionali | Coppe continentali | Coppe continentali | Coppe continentali | Altre coppe | Altre coppe | Altre coppe | Totale | Totale | Totale |
| Stagione        | Squadra         | Comp            | Pres       | Reti       | Comp            | Pres            | Reti            | Comp               | Pres               | Reti               | Comp        | Pres        | Reti        | Pres   | Reti   |        |
| --------------- | --------------- | --------------- | ---------- | ---------- | --------------- | --------------- | --------------- | ------------------ | ------------------ | ------------------ | ----------- | ----------- | ----------- | ------ | ------ | ------ |
| 2017-gen. 2018  | Perugia         | B               | 0          | 0          | CI              | 0               | 0               |                    | -                  | -                  |             | -           | -           | 0      | 0      |        |
| gen.-giu. 2018  | Olbia           | C               | 5          | 0          | CI+CI-C         | 0               | 0               |                    | -                  | -                  |             | -           | -           | 5      | 0      |        |
| 2018-2019       | Arezzo          | C               | 1          | 0          | CI+CI-C         | 0               | 0               |                    | -                  | -                  |             | -           | -           | 1      | 0      |        |
| Totale carriera | Totale carriera | Totale carriera | 6          | 0          |                 | 0               | 0               |                    | -                  | -                  |             | -           | -           | 6      | 0      |        |

### Cronologia presenze e reti in nazionale
| Cronologia completa delle presenze e delle reti in nazionale ― Corea del Nord | Cronologia completa delle presenze e delle reti in nazionale ― Corea del Nord | Cronologia completa delle presenze e delle reti in nazionale ― Corea del Nord | Cronologia completa delle presenze e delle reti in nazionale ― Corea del Nord | Cronologia completa delle presenze e delle reti in nazionale ― Corea del Nord | Cronologia completa delle presenze e delle reti in nazionale ― Corea del Nord | Cronologia completa delle presenze e delle reti in nazionale ― Corea del Nord | Cronologia completa delle presenze e delle reti in nazionale ― Corea del Nord |
| Data                                                                          | Città                                                                         | In casa                                                                       | Risultato                                                                     | Ospiti                                                                        | Competizione                                                                  | Reti                                                                          | Note                                                                          |
| ----------------------------------------------------------------------------- | ----------------------------------------------------------------------------- | ----------------------------------------------------------------------------- | ----------------------------------------------------------------------------- | ----------------------------------------------------------------------------- | ----------------------------------------------------------------------------- | ----------------------------------------------------------------------------- | ----------------------------------------------------------------------------- |
| 25-12-2018                                                                    | Hanoi                                                                         | Vietnam                                                                       | 1 – 1                                                                         | Corea del Nord                                                                | Amichevole                                                                    | -                                                                             | 42’ 76’                                                                       |
| 28-12-2018                                                                    | Madinat 'Isa                                                                  | Bahrein                                                                       | 1 – 1                                                                         | Corea del Nord                                                                | Amichevole                                                                    | -                                                                             | 48’ 78’                                                                       |
| 17-1-2019                                                                     | Sharjah                                                                       | Libano                                                                        | 4 – 1                                                                         | Corea del Nord                                                                | Coppa d'Asia 2019 - 1º turno                                                  | -                                                                             | 75’                                                                           |
| 19-11-2019                                                                    | Beirut                                                                        | Libano                                                                        | 0 – 0                                                                         | Corea del Nord                                                                | Qual. Mondiali 2022                                                           | -                                                                             | 43’                                                                           |
| Totale                                                                        |                                                                               | Presenze                                                                      | 4                                                                             |                                                                               | Reti                                                                          | 0                                                                             |                                                                               |